# Asceles scabra
Asceles scabra är en insektsart som först beskrevs av Carl Stål 1877.  Asceles scabra ingår i släktet Asceles och familjen Diapheromeridae. Inga underarter finns listade i Catalogue of Life.